# Liga de Campeones de la OFC 2019
La Liga de Campeones de la OFC 2019 fue la 18.ª edición del máximo torneo de fútbol a nivel de clubes de Oceanía. fue la tercera vez que contó con 16 equipos en la fase de grupos y la segunda vez que contó con ocho equipos en la fase de eliminación directa.
Fue la primera vez que el Hienghène Sport de Nueva Caledonia se consagra campeón del torneo y asimismo, fue la primera vez de dos equipos de dicho país arribaron al partido final.
Comenzó el 10 de febrero y culminó el 12 de mayo. La Fase Preliminar tuvo lugar en Islas Cook entre el 26 de enero y el 1 de febrero.
El equipo en fase de grupos peor ubicado fue el Tupapa Maraerenga FC de Islas Cook luego de recibir 35 goles y anotar solo 2 tantos en 3 partidos (derrotas por 10-1, 15-0 y 10-1, otra vez).

## Equipos participantes
| País                               | Equipo/s                            | Vía de clasificación                                                                                 |
| ---------------------------------- | ----------------------------------- | --- |
| Fiyi 2 cupos                       | Lautoka Ba                          | Campeón de la Liga Nacional de Fiyi 2018 Subcampeón de la Liga Nacional de Fiyi 2018                 |
| Islas Salomón 2 cupos              | Solomon Warriors Henderson Eels     | Campeón de la S-League 2018 Subcampeón de la S-League 2018                                           |
| Nueva Caledonia 2 cupos            | Magenta Hienghène Sport             | Campeón de la Superliga de Nueva Caledonia 2018 Subcampeón de la Superliga de Nueva Caledonia 2018   |
| Nueva Zelanda 2 cupos              | Auckland City Team Wellington       | Campeón de la Premiership 2017-18 Subcampeón de la Premiership 2017-18                               |
| Papúa Nueva Guinea 2 cupos         | Toti City Morobe Wawens             | Campeón de la Liga Nacional 2018 Tercero de la Liga Nacional 2018                                    |
| Tahití 2 cupos                     | Central Sport Tefana                | Campeón de la Primera División de Tahití 2017-18 Subcampeón de la Primera División de Tahití 2017-18 |
| Vanuatu 2 cupos                    | Erakor Golden Star Malampa Revivors | Campeón de la Primera División de Vanuatu 2018 Subcampeón de la Primera División de Vanuatu 2018     |
| Islas Cook 1 cupo fase previa      | Tupapa Maraerenga                   | Campeón de la Primera División de Islas Cook 2018                                                    |
| Samoa 1 cupo fase previa           | Kiwi                                | Campeón de la Liga Nacional de Samoa 2018                                                            |
| Samoa Americana 1 cupo fase previa | Pago Youth                          | Campeón de la Liga de Fútbol FFAS 2018                                                               |
| Tonga 1 cupo fase previa           | Lotoha'apai United                  | Campeón de la Primera División de Tonga 2018                                                         |

## Fase preliminar
Se disputó entre el 26 de enero y el 1 de febrero en Islas Cook.
| Pos. | Equipo                | Pts. | PJ | G | E | P | GF | GC | Dif. | Clasificación  |
| ---- | --------------------- | ---- | -- | - | - | - | -- | -- | ---- | -------------- |
| 1    | Tupapa Maraerenga (H) | 9    | 3  | 3 | 0 | 0 | 10 | 3  | +7   | Fase de grupos |
| 2    | Kiwi                  | 6    | 3  | 2 | 0 | 1 | 14 | 8  | +6   | Fase de grupos |
| 3    | Lotoha'apai United    | 3    | 3  | 1 | 0 | 2 | 7  | 14 | −7   |                |
| 4    | Pago Youth            | 0    | 3  | 0 | 0 | 3 | 5  | 11 | −6   |                |

 Fuente: OFC
| 26 de enero de 2019 | Pago Youth  | 1:5 (1:0) | Lotoha'apai United                                                   | CIFA Academy Field 1, Rarotonga                        |                                                        |
| 14:30               | Samuelu 45' | Reporte   | T. Falepapalangi 53', 66', 69' · Polovili 67' · P. Falepapalangi 83' | Asistencia: 100 espectadores Árbitro(s): Hamilton Siau | Asistencia: 100 espectadores Árbitro(s): Hamilton Siau |

| 26 de enero de 2019 | Tupapa Maraerenga                                                | 4:1 (3:1) | Kiwi            | CIFA Academy Field 1, Rarotonga                       |                                                       |
| 17:30               | Simiona 7' · Harmon 18' · Barringer-Tahiri 27' · Mata 79' (pen.) | Reporte   | Díaz 22' (pen.) | Asistencia: 200 espectadores Árbitro(s): Peter Linney | Asistencia: 200 espectadores Árbitro(s): Peter Linney |

| 29 de enero de 2019 | Kiwi                                             | 4:3 (3:2) | Pago Youth            | CIFA Academy Field 1, Rarotonga                     |                                                     |
| 14:30               | Kerewi 20' · Scanlan 29' (pen.), 85' · Nauer 34' | Reporte   | Tapusoa 21', 39', 80' | Asistencia: 100 espectadores Árbitro(s): Ben Aukwai | Asistencia: 100 espectadores Árbitro(s): Ben Aukwai |

| 29 de enero de 2019 | Tupapa Maraerenga                              | 4:1 (2:1) | Lotoha'apai United | CIFA Academy Field 1, Rarotonga                     |                                                     |
| 17:30               | Colligan 1' · Mata 7' (pen.), 63' · Harmon 59' | Reporte   | Lutu 43'           | Asistencia: 200 espectadores Árbitro(s): Veer Singh | Asistencia: 200 espectadores Árbitro(s): Veer Singh |

| 01 de febrero de 2019 | Lotoha'apai United | 1:9 (0:5) | Kiwi                                                                          | CIFA Academy Field 1, Rarotonga                       |                                                       |
| 14:30                 | Polovili 58'       | Reporte   | Scanlan 3', 40', 43', 74' · Mano 11', 89' · Malo 26' · Taylor 51' · Nauer 82' | Asistencia: 100 espectadores Árbitro(s): Peter Linney | Asistencia: 100 espectadores Árbitro(s): Peter Linney |

| 01 de febrero de 2019 | Tupapa Maraerenga       | 2:1 (0:1) | Pago Youth | CIFA Academy Field 1, Rarotonga                      |                                                      |
| 17:30                 | Ahmed 47' · Simiona 89' | Reporte   | Pati 29'   | Asistencia: 200 espectadores Árbitro(s): Roger Adams | Asistencia: 200 espectadores Árbitro(s): Roger Adams |

## Fase de grupos

### Grupo A
| Pos. | Equipo              | Pts. | PJ | G | E | P | GF | GC | Dif. | Clasificación |
| ---- | ------------------- | ---- | -- | - | - | - | -- | -- | ---- | ------------- |
| 1    | Hienghène Sport (H) | 7    | 3  | 2 | 1 | 0 | 7  | 1  | +6   | Fase final    |
| 2    | Toti City           | 5    | 3  | 1 | 2 | 0 | 8  | 6  | +2   | Fase final    |
| 3    | Tefana              | 2    | 3  | 0 | 2 | 1 | 6  | 7  | −1   |               |
| 4    | Malampa Revivors    | 1    | 3  | 0 | 1 | 2 | 5  | 12 | −7   |               |

 Fuente: OFC
| 10 de febrero de 2019 | Toti City                        | 3:3 (0:2) | Tefana                              | Stade Yoshida, Hienghène                             |                                                      |
| 14:00                 | Dabinyaba 52', 60' · Gunemba 81' | Reporte   | Tuteina 1' · Mathon 33' · Tehau 53' | Asistencia: 200 espectadores Árbitro(s): George Time | Asistencia: 200 espectadores Árbitro(s): George Time |

| 10 de febrero de 2019 | Malampa Revivors | 0:5 (0:0) | Hienghène Sport                                             | Stade Yoshida, Hienghène                                      |                                                               |
| 17:00                 |                  | Reporte   | B. Kaï 50' (pen.), 54', 89' · A. Kaï 57' · Gorendiawé 90+1' | Asistencia: 1230 espectadores Árbitro(s): Campbell-Kirk Waugh | Asistencia: 1230 espectadores Árbitro(s): Campbell-Kirk Waugh |

| 13 de febrero de 2019 | Malampa Revivors            | 2:4 (1:3) | Toti City                             | Stade Yoshida, Hienghène                           |                                                    |
| 14:00                 | Molivakarua 5' · Batick 82' | Reporte   | Gunemba 41', 44', 45' · Dabinyaba 68' | Asistencia: 100 espectadores Árbitro(s): Sione Mau | Asistencia: 100 espectadores Árbitro(s): Sione Mau |

| 13 de febrero de 2019 | Hienghène Sport | 1:0 (1:0) | Tefana | Stade Yoshida, Hienghène                                 |                                                          |
| 17:00                 | Goni 4'         | Reporte   |        | Asistencia: 1368 espectadores Árbitro(s): Matthew Conger | Asistencia: 1368 espectadores Árbitro(s): Matthew Conger |

| 16 de febrero de 2019 | Tefana                          | 3:3 (2:2) | Malampa Revivors         | Stade Yoshida, Hienghène                              |                                                       |
| 14:00                 | Viritua 23', 65' · Krissian 40' | Reporte   | Aru 9' · Batick 26', 74' | Asistencia: 300 espectadores Árbitro(s): Salesh Chand | Asistencia: 300 espectadores Árbitro(s): Salesh Chand |

| 16 de febrero de 2019 | Hienghène Sport | 1:1 (1:1) | Toti City     | Stade Yoshida, Hienghène                                 |                                                          |
| 17:00                 | Dahite 9'       | Reporte   | Dabinyaba 24' | Asistencia: 1336 espectadores Árbitro(s): Matthew Conger | Asistencia: 1336 espectadores Árbitro(s): Matthew Conger |

### Grupo B
| Pos. | Equipo         | Pts. | PJ | G | E | P | GF | GC | Dif. | Clasificación |
| ---- | -------------- | ---- | -- | - | - | - | -- | -- | ---- | ------------- |
| 1    | Central Sport  | 7    | 3  | 2 | 1 | 0 | 12 | 4  | +8   | Fase final    |
| 2    | Henderson Eels | 6    | 3  | 2 | 0 | 1 | 15 | 8  | +7   | Fase final    |
| 3    | Lautoka (H)    | 4    | 3  | 1 | 1 | 1 | 12 | 8  | +4   |               |
| 4    | Morobe Wawens  | 0    | 3  | 0 | 0 | 3 | 0  | 19 | −19  |               |

 Fuente: OFC
| 10 de febrero de 2019 | Central Sport                        | 3:2 (2:0) | Henderson Eels                  | Churchill Park, Lautoka                               |                                                       |
| 13:00                 | Graglia 12' · Tissot 28' · Tehau 81' | Reporte   | Laeta 86' · Tanito 90+1' (pen.) | Asistencia: 1000 espectadores Árbitro(s): Calvin Berg | Asistencia: 1000 espectadores Árbitro(s): Calvin Berg |

| 10 de febrero de 2019 | Morobe Wawens | 0:5 (0:2) | Lautoka                                                        | Churchill Park, Lautoka                                |                                                        |
| 16:00                 |               | Reporte   | Sahib 10' (pen.), 63' · Totori 43' · Rawaqa 88' · Drudru 90+2' | Asistencia: 1900 espectadores Árbitro(s): Nick Waldron | Asistencia: 1900 espectadores Árbitro(s): Nick Waldron |

| 13 de febrero de 2019 | Morobe Wawens | 0:7 (0:5) | Central Sport                                           | Churchill Park, Lautoka                               |                                                       |
| 13:00                 |               | Reporte   | Graglia 8', 39', 42', 73' · Tehau 18', 59' · Tissot 44' | Asistencia: 150 espectadores Árbitro(s): Antony Riley | Asistencia: 150 espectadores Árbitro(s): Antony Riley |

| 13 de febrero de 2019 | Lautoka                                                           | 5:6 (3:4) | Henderson Eels                                                             | Churchill Park, Lautoka                               |                                                       |
| 16:00                 | Kalo 24' · Vakaletesau 42' · Tutu 45+2' · Drudru 54' · Sivoki 65' | Reporte   | Felani 5' · Allan 29' (a.g.) · Laeta 30' · Nawo 33', 90+4' · Baegeni 90+2' | Asistencia: 700 espectadores Árbitro(s): Joel Hopkken | Asistencia: 700 espectadores Árbitro(s): Joel Hopkken |

| 16 de febrero de 2019 | Henderson Eels                                                                  | 7:0 (0:0) | Morobe Wawens | Churchill Park, Lautoka                                |                                                        |
| 13:00                 | Tanito 61', 90+5' (pen.) · Nawo 68' · Ofea 70' · Suri 87', 88' · Raramane 90+3' | Reporte   |               | Asistencia: 300 espectadores Árbitro(s): Sione Lelenga | Asistencia: 300 espectadores Árbitro(s): Sione Lelenga |

| 16 de febrero de 2019 | Lautoka                         | 2:2 (2:1) | Central Sport             | Churchill Park, Lautoka                               |                                                       |
| 16:00                 | Wamytan 18' (a.g.) · Totori 38' | Reporte   | Castillo 11' · Hauata 60' | Asistencia: 700 espectadores Árbitro(s): Nick Waldron | Asistencia: 700 espectadores Árbitro(s): Nick Waldron |

### Grupo C
| Pos. | Equipo                 | Pts. | PJ | G | E | P | GF | GC | Dif. | Clasificación |
| ---- | ---------------------- | ---- | -- | - | - | - | -- | -- | ---- | ------------- |
| 1    | Team Wellington        | 9    | 3  | 3 | 0 | 0 | 18 | 0  | +18  | Fase final    |
| 2    | Ba                     | 4    | 3  | 1 | 1 | 1 | 6  | 4  | +2   | Fase final    |
| 3    | Erakor Golden Star (H) | 4    | 3  | 1 | 1 | 1 | 3  | 4  | −1   |               |
| 4    | Kiwi                   | 0    | 3  | 0 | 0 | 3 | 1  | 20 | −19  |               |

 Fuente: OFC
| 23 de febrero de 2019 | Team Wellington        | 2:0 (2:0) | Ba | Korman Stadium, Port Vila                                |                                                          |
| 14:00                 | Clapham 9' · Allen 17' | Reporte   |    | Asistencia: 3000 espectadores Árbitro(s): Norbert Hauata | Asistencia: 3000 espectadores Árbitro(s): Norbert Hauata |

| 23 de febrero de 2019 | Kiwi | 0:2 (0:0) | Erakor Golden Star     | Korman Stadium, Port Vila                             |                                                       |
| 17:00                 |      | Reporte   | Junior 58' · Ruben 70' | Asistencia: 4000 espectadores Árbitro(s): George Time | Asistencia: 4000 espectadores Árbitro(s): George Time |

| 26 de febrero de 2019 | Kiwi | 0:13 (0:6) | Team Wellington                                                                                                   | Korman Stadium, Port Vila                             |                                                       |
| 14:00                 |      | Reporte    | Hailemariam 8', 12', 41' · Allen 26', 28', 59', 61', 62', 84' · Cameron 29' · Stevens 68' · Mulholland 83', 90+2' | Asistencia: 3000 espectadores Árbitro(s): Roger Adams | Asistencia: 3000 espectadores Árbitro(s): Roger Adams |

| 26 de febrero de 2019 | Erakor Golden Star   | 1:1 (1:0) | Ba         | Korman Stadium, Port Vila                               |                                                         |
| 17:00                 | Kaltack 45+1' (pen.) | Reporte   | Suwamy 81' | Asistencia: 4000 espectadores Árbitro(s): Hamilton Siau | Asistencia: 4000 espectadores Árbitro(s): Hamilton Siau |

| 01 de marzo de 2019 | Ba                                                               | 5:1 (3:1) | Kiwi       | Korman Stadium, Port Vila                            |                                                      |
| 14:00               | Tiwa 2' · Cavuilagi 10' · Shaheed 18' · Kakasi 70' · Zahid 90+4' | Reporte   | Mano 45+1' | Asistencia: 1000 espectadores Árbitro(s): Ben Aukwai | Asistencia: 1000 espectadores Árbitro(s): Ben Aukwai |

| 01 de marzo de 2019 | Erakor Golden Star | 0:3 (0:0) | Team Wellington               | Korman Stadium, Port Vila                                |                                                          |
| 17:00               |                    | Reporte   | Sinclair 56', 71' · Allen 87' | Asistencia: 4000 espectadores Árbitro(s): Norbert Hauata | Asistencia: 4000 espectadores Árbitro(s): Norbert Hauata |

### Grupo D
| Pos. | Equipo               | Pts. | PJ | G | E | P | GF | GC | Dif. | Clasificación |
| ---- | -------------------- | ---- | -- | - | - | - | -- | -- | ---- | ------------- |
| 1    | Auckland City        | 9    | 3  | 3 | 0 | 0 | 23 | 1  | +22  | Fase final    |
| 2    | Magenta              | 6    | 3  | 2 | 0 | 1 | 14 | 3  | +11  | Fase final    |
| 3    | Solomon Warriors (H) | 3    | 3  | 1 | 0 | 2 | 10 | 10 | 0    |               |
| 4    | Tupapa Maraerenga    | 0    | 3  | 0 | 0 | 3 | 2  | 35 | −33  |               |

 Fuente: OFC
| 24 de febrero de 2019 | Auckland City             | 2:1 (2:0) | Magenta    | Lawson Tama Stadium, Honiara                                |                                                             |
| 13:00                 | Morgan 5' · Lea'alafa 32' | Reporte   | Sele 90+3' | Asistencia: 10900 espectadores Árbitro(s): David Yareboinen | Asistencia: 10900 espectadores Árbitro(s): David Yareboinen |

| 24 de febrero de 2019 | Tupapa Maraerenga | 1:10 (0:5) | Solomon Warriors | Lawson Tama Stadium, Honiara                             |                                                          |
| 16:00                 | Harmon 83'        | Reporte    | Alick 8' · Tangis 18', 51' · Barringer-Tahiri 34' (a.g.) · Hou 35' · Tigi 39' · Donga 52' · Masae 70' · Samani 90' · Peter 90+1' | Asistencia: 11000 espectadores Árbitro(s): Sione Lelenga | Asistencia: 11000 espectadores Árbitro(s): Sione Lelenga |

| 27 de febrero de 2019 | Tupapa Maraerenga | 0:15 (0:3) | Auckland City | Lawson Tama Stadium, Honiara                        |                                                     |
| 13:00                 |                   | Reporte    | Guardiola 20', 40', 57' · Tavano 28', 63', 84' · Browne 52', 81' · Lea'alafa 61', 82' · Bonsu-Maro 65', 68', 73', 90+1' · Morgan 72' | Asistencia: 2500 espectadores Árbitro(s): Sione Mau | Asistencia: 2500 espectadores Árbitro(s): Sione Mau |

| 27 de febrero de 2019 | Solomon Warriors | 0:3 (0:2) | Magenta                              | Lawson Tama Stadium, Honiara                           |                                                        |
| 16:00                 |                  | Reporte   | Sele 31', 45+4' (pen.) · Hmaen 90+5' | Asistencia: 4000 espectadores Árbitro(s): Joel Hopkken | Asistencia: 4000 espectadores Árbitro(s): Joel Hopkken |

| 02 de marzo de 2019 | Magenta                                                                             | 10:1 (6:0) | Tupapa Maraerenga | Lawson Tama Stadium, Honiara                            |                                                         |
| 13:00               | Hnautra 5', 26', 49', 60' · Wahnawe 10', 32' · Welepane 40', 45+3' · Nemia 73', 85' | Reporte    | Edwards 68'       | Asistencia: 4000 espectadores Árbitro(s): Sione Lelenga | Asistencia: 4000 espectadores Árbitro(s): Sione Lelenga |

| 02 de marzo de 2019 | Solomon Warriors | 0:6 (0:4) | Auckland City                                                                             | Lawson Tama Stadium, Honiara                               |                                                            |
| 16:00               |                  | Reporte   | Manickum 15', 26' · Browne 29' · Tavano 37' · Lea'alafa 90' (pen.) · Hudson-Wihongi 90+2' | Asistencia: 9000 espectadores Árbitro(s): David Yareboinen | Asistencia: 9000 espectadores Árbitro(s): David Yareboinen |

## Fase final
|  | Cuartos de final       | Cuartos de final       | Cuartos de final |                 |                 | Semifinales     | Semifinales | Semifinales |  |         | Final   | Final | Final |  |
|  |                        |                        |                  |                 |                 |                 |             |             |  |         |         |       |       |  |
|  |                        |                        |                  |                 |                 |                 |             |             |  |         |         |       |       |  |
|  | Central Sport          | Central Sport          | 0                |                 |                 |                 |             |             |  |         |         |       |       |  |
|  | Central Sport          | Central Sport          | 0                |                 |                 |                 |             |             |  |         |         |       |       |  |
|  | Magenta                | Magenta                | 8                |                 |                 |                 |             |             |  |         |         |       |       |  |
|  | Magenta                | Magenta                | 8                |                 | Magenta         | Magenta         | 2           |             |  |         |         |       |       |  |
|  |                        |                        |                  |                 | Magenta         | Magenta         | 2           |             |  |         |         |       |       |  |
|  |                        |                        | Auckland City    | Auckland City   | 1               |                 |             |             |  |         |         |       |       |  |
|  | Auckland City          | Auckland City          | Auckland City    | Auckland City   | 1               | 4               |             |             |  |         |         |       |       |  |
|  | Auckland City          | Auckland City          |                  |                 |                 |                 |             |             |  |         |         |       |       |  |
|  | Toti City              | Toti City              | 0                |                 |                 |                 |             |             |  |         |         |       |       |  |
|  | Toti City              | Toti City              | 0                |                 |                 |                 |             |             |  | Magenta | Magenta | 0     |       |  |
|  |                        |                        |                  |                 |                 |                 |             |             |  | Magenta | Magenta | 0     |       |  |
|  |                        |                        | Hienghène Sport  | Hienghène Sport | 1               |                 |             |             |  |         |         |       |       |  |
|  | Hienghène Sport (t.s.) | Hienghène Sport (t.s.) | Hienghène Sport  | Hienghène Sport | 1               | 2               |             |             |  |         |         |       |       |  |
|  | Hienghène Sport (t.s.) | Hienghène Sport (t.s.) |                  |                 |                 |                 |             |             |  |         |         |       |       |  |
|  | Ba                     | Ba                     | 1                |                 |                 |                 |             |             |  |         |         |       |       |  |
|  | Ba                     | Ba                     | 1                |                 | Hienghène Sport | Hienghène Sport | 2           |             |  |         |         |       |       |  |
|  |                        |                        |                  |                 | Hienghène Sport | Hienghène Sport | 2           |             |  |         |         |       |       |  |
|  |                        |                        | Team Wellington  | Team Wellington | 0               |                 |             |             |  |         |         |       |       |  |
|  | Team Wellington        | Team Wellington        | Team Wellington  | Team Wellington | 0               | 6               |             |             |  |         |         |       |       |  |
|  | Team Wellington        | Team Wellington        |                  |                 |                 |                 |             |             |  |         |         |       |       |  |
|  | Henderson Eels         | Henderson Eels         | 1                |                 |                 |                 |             |             |  |         |         |       |       |  |
|  | Henderson Eels         | Henderson Eels         | 1                |                 |                 |                 |             |             |  |         |         |       |       |  |
|  |                        |                        |                  |                 |                 |                 |             |             |  |         |         |       |       |  |

### Cuartos de final
| 7 de abril de 2019, 19:00 | Central Sport | 0:8 (0:2) | Magenta                                                                   | Pater Te Hono Nui, Papeete                               |                                                          |
|                           |               | Reporte   | Sele 20' · Hmaen 23', 59' · Tiaou 64' · Hnautra 66' · Nemia 72', 75', 90' | Asistencia: 3000 espectadores Árbitro(s): Matthew Conger | Asistencia: 3000 espectadores Árbitro(s): Matthew Conger |

| 6 de abril de 2019, 14:00 | Auckland City                             | 4:0 (1:0) | Toti City | Kiwitea Street, Auckland                                |                                                         |
|                           | Browne 41', 46', 87' · Hudson-Wihongi 78' | Reporte   |           | Asistencia: 500 espectadores Árbitro(s): Médéric Lacour | Asistencia: 500 espectadores Árbitro(s): Médéric Lacour |

| 6 de abril de 2019, 17:00 | Hienghène Sport             | 2:1 (1:1, 2:1) (t. s.) | Ba        | Stade Yoshida, Hienghène                                      |                                                               |
|                           | B.kaï 45' (pen.) · Goni 96' | Reporte                | Rakula 9' | Asistencia: 1000 espectadores Árbitro(s): Campbell-Kirk Waugh | Asistencia: 1000 espectadores Árbitro(s): Campbell-Kirk Waugh |

| 7 de abril de 2019, 14:00 | Team Wellington                                        | 6:1 (2:1) | Henderson Eels    | David Farrington Park, Wellington                       |                                                         |
|                           | Allen 18', 56', 59' · Kilkolly 29' · Sinclair 46', 71' | Reporte   | Tanito 43' (pen.) | Asistencia: 300 espectadores Árbitro(s): Norbert Hauata | Asistencia: 300 espectadores Árbitro(s): Norbert Hauata |

### Semifinales
| 28 de abril de 2019, 17:30 | Magenta                   | 2:1 (1:1) | Auckland City | Numa-Daly Magenta, Numea                                   |                                                            |
|                            | Nemia 45+4' · Maitran 89' | Reporte   | Lea'alafa 40' | Asistencia: 3500 espectadores Árbitro(s): David Yareboinen | Asistencia: 3500 espectadores Árbitro(s): David Yareboinen |

| 28 de abril de 2019, 14:00 | Hienghène Sport         | 2:0 (0:0) | Team Wellington | Numa-Daly Magenta, Numea                              |                                                       |
|                            | Gony 48' · Dahite 90+2' | Reporte   |                 | Asistencia: 3000 espectadores Árbitro(s): George Time | Asistencia: 3000 espectadores Árbitro(s): George Time |

### Final
| 11 de mayo de 2019, 17:00 | Magenta | 0:1 (0:0) | Hienghène Sport | Numa-Daly Magenta, Numea                                 |                                                          |
|                           |         | Reporte   | Roine 66'       | Asistencia: 6500 espectadores Árbitro(s): Matthew Conger | Asistencia: 6500 espectadores Árbitro(s): Matthew Conger |

| Bandera de Nueva Caledonia          |
| Campeón Hienghène Sport 1.er título |

## Estadísticas

### Goleadores
| Jugador         | Equipo          | Goles |
| --------------- | --------------- | ----- |
| Ross Allen      | Team Wellington | 11    |
| David Browne    | Auckland City   | 6     |
| Yorick Hnautra  | Magenta         | 6     |
| Kevin Nemia     | Magenta         | 6     |
| Paulo Scanlan   | Kiwi            | 6     |
| Sylvain Graglia | Central Sport   | 5     |
| Micah Lea'alafa | Auckland City   | 5     |

### Tabla Acumulada
| Equipo | Equipo             | Pts. | PJ | PG | PE | PP | GF | GC | DG. | Dif. | Rend.  |
| ------ | ------------------ | ---- | -- | -- | -- | -- | -- | -- | --- | ---- | ------ |
| 1      | Hienghène Sport    | 16   | 6  | 5  | 1  | 0  | 12 | 2  | 1   | 10   | 88,88% |
| 2      | Magenta            | 12   | 6  | 4  | 0  | 2  | 24 | 5  | 0   | 19   | 66,66% |
| 3      | Auckland City      | 12   | 5  | 4  | 0  | 1  | 28 | 3  | 0   | 25   | 80%    |
| 4      | Team Wellington    | 12   | 5  | 4  | 0  | 1  | 24 | 3  | 0   | 21   | 80%    |
| 5      | Central Sport      | 7    | 4  | 2  | 1  | 1  | 12 | 12 | 0   | 0    | 58,33% |
| 6      | Henderson Eels     | 6    | 4  | 2  | 0  | 2  | 16 | 14 | 0   | 2    | 50%    |
| 7      | Toti City          | 5    | 4  | 1  | 2  | 1  | 8  | 10 | 0   | -2   | 41,66% |
| 8      | Ba                 | 4    | 4  | 1  | 1  | 2  | 7  | 6  | 0   | 1    | 33,33% |
| 9      | Lautoka            | 4    | 3  | 1  | 1  | 1  | 12 | 8  | 0   | 4    | 44,44% |
| 10     | Erakor Golden Star | 4    | 3  | 1  | 1  | 1  | 3  | 4  | 0   | -1   | 44,44% |
| 11     | Solomon Warriors   | 3    | 3  | 1  | 0  | 2  | 10 | 10 | 0   | 0    | 33,33% |
| 12     | Tefana             | 2    | 3  | 0  | 2  | 1  | 6  | 7  | 0   | -1   | 22,22% |
| 13     | Malampa Revivors   | 1    | 3  | 0  | 1  | 2  | 5  | 12 | 0   | -7   | 11,11% |
| 14     | Kiwi               | 0    | 3  | 0  | 0  | 3  | 1  | 20 | 0   | -19  | 0%     |
| 15     | Morobe Wawens      | 0    | 3  | 0  | 0  | 3  | 0  | 19 | 0   | -19  | 0%     |
| 16     | Tupapa Maraerenga  | 0    | 3  | 0  | 0  | 3  | 2  | 35 | 0   | -33  | 0%     |